# Möderhof

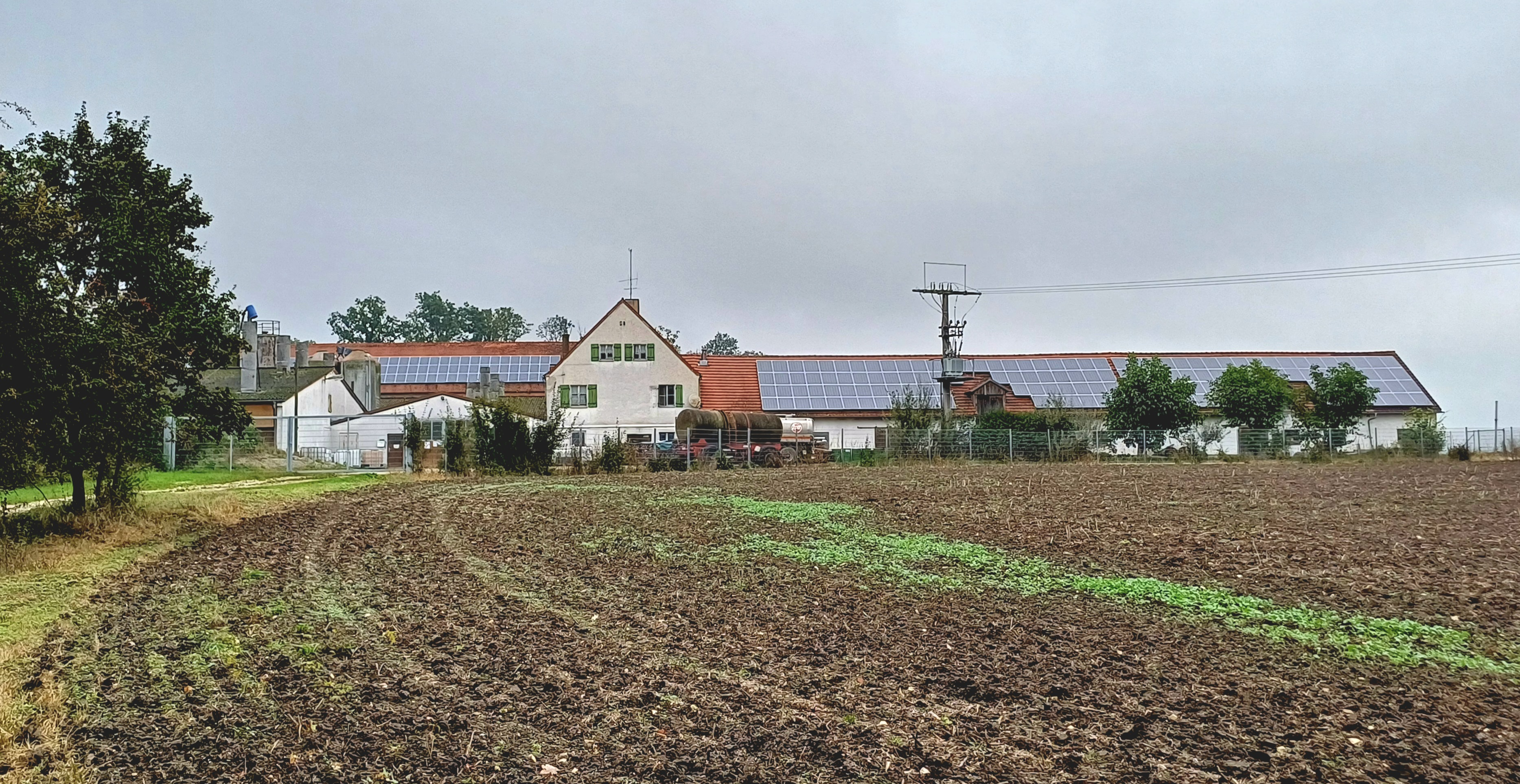
Möderhof

Möderhof ist ein Gemeindeteil der Gemeinde Deiningen im schwäbischen Landkreis Donau-Ries.
Die Einöde war ehemals fürstlicher Gutshof nordöstlich von Deiningen und umfasste nahezu 100 Hektar Land sowie das dazugehörige „Möderholz“ mit etwa 150 Hektar. Er gehörte zum Fürstlichen Hause Wallerstein und wurde von dort verwaltet.

## Geschichte

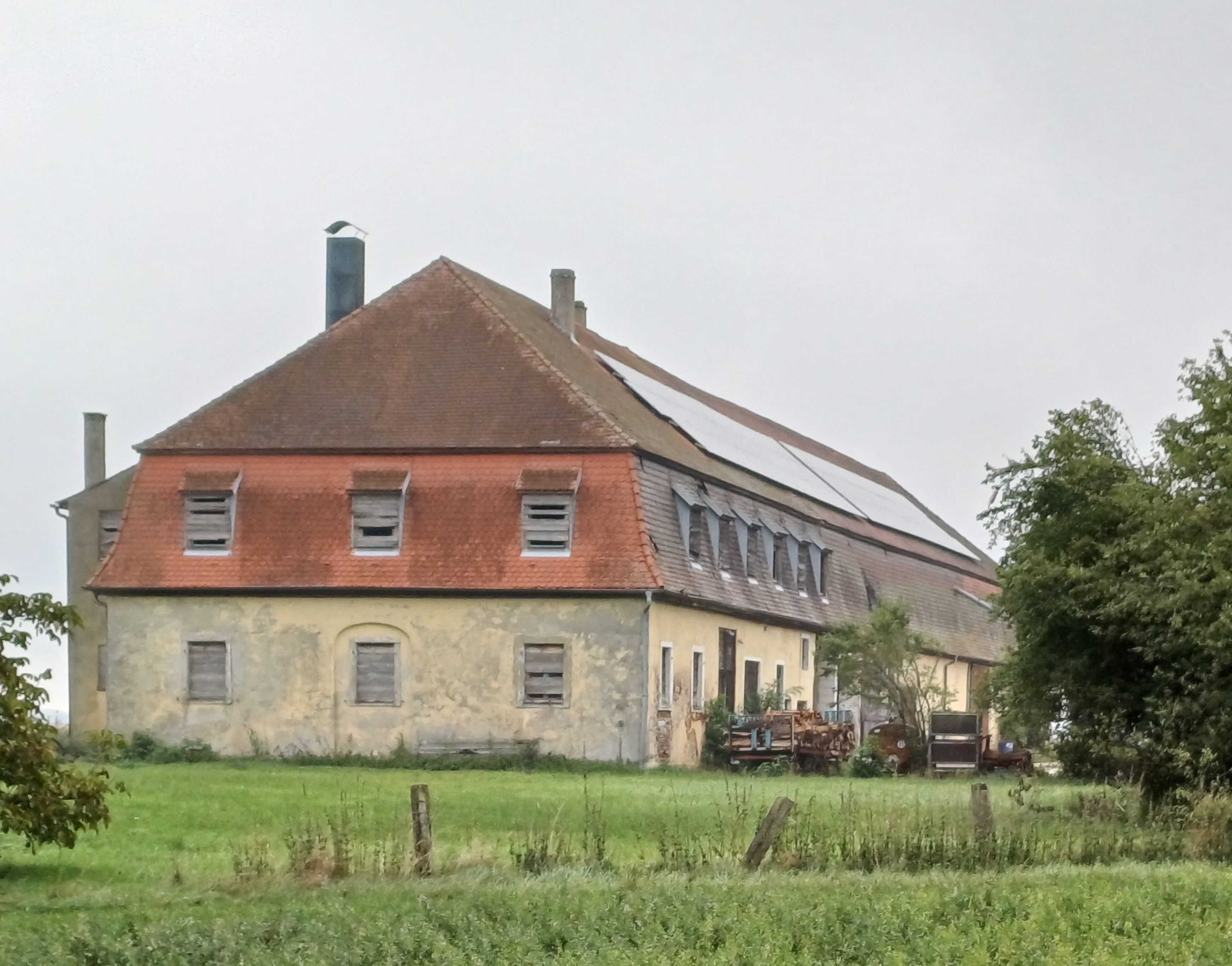
Nordflügel

Der nach Plänen von Reinhard Ferdinand Heinrich Fischer  als Wohnwirtschaftsgebäude errichtete Nordflügel ist ein Baudenkmal. Das ursprüngliche Gebäude wurde mehrfach umgebaut. Das heutige Gebäude stammt aus dem ersten Drittel des 19. Jahrhunderts.
Ab 1780 wurde begonnen, einen landwirtschaftlichen Versuchs-Gutshof aufzubauen, wobei die als unfruchtbar geltenden Ländereien für den Ackerbau nutzbar gemacht werden sollten. Im Jahr 1781 wurden Entwässerungsgräben angelegt und 1784 das Wirtschaftsgebäude errichtet.
Angebaut wurden Klee, Hafer, Gerste, Dinkel, Rüben, Winterroggen, Winterraps und Hanf; allerdings blieben die Erträge trotz intensiver Bemühungen gering. Die Pläne, eine Ackerbauschule einzurichten, konnten wegen zu hoher Kosten nicht umgesetzt werden und wurden 1861 aufgegeben.
Der Möderhof ist in Privatbesitz und wird immer noch landwirtschaftlich genutzt.